# Ctenomys lami
Espèce
Statut de conservation UICN

 VU B1ab(i,ii,iii) : Vulnérable
Ctenomys lami est une espèce de rongeurs de la famille des Ctenomyidae. Comme les autres membres du genre Ctenomys, appelés localement des tuco-tucos, c'est un petit mammifère d'Amérique du Sud bâti pour creuser des terriers. Ce rongeur est endémique du Brésil où il est considéré par l'UICN comme étant une espèce vulnérable.
L'espèce a été décrite pour la première fois en 2001 par le généticien, zoologiste, biologiste brésilien Thales Renato Ochotorena de Freitas.